# Halisotoma poseidonis
Halisotoma poseidonis är en urinsektsart som beskrevs av Bagnall 1939. Halisotoma poseidonis ingår i släktet Halisotoma, och familjen Isotomidae. Arten är reproducerande i Sverige.